# Xavier Mignot

a Compétitions nationales et continentales officielles uniquement.

b Matchs officiels uniquement.
Dernière mise à jour le 14 avril 2025.
Xavier Mignot, né le 27 janvier 1994 à Bourgoin-Jallieu, est un joueur international français de rugby à XV qui évolue au poste d'ailier au NOLA Gold en Major League Rugby.
Il remporte le Challenge européen avec le Lyon OU en 2022. 

## Biographie
Xavier Mignot est le fils de Laurent Mignot qui fut longtemps directeur du centre de formation du CS Bourgoin-Jallieu avant de devenir entraîneur[réf. nécessaire]. Il est donc aussi le grand frère de Pierre Mignot, international à sept.
Il a joué avec l'équipe de France des moins de 20 ans. Il dispute quatre matchs lors du Tournoi des Six Nations des moins de 20 ans 2014, participant ainsi au Grand Chelem de l'équipe de France, puis joue cinq matchs, tous comme titulaire, lors de la coupe du monde des moins de 20 ans 2014.
En 2014, il quitte son club formateur, le CS Bourgoin-Jallieu, pour rejoindre le FC Grenoble en Top 14.
En juin 2016, il est appelé par Guy Novès pour participer à la tournée en Argentine de l'équipe de France. Il connaît alors sa première sélection le 19 juin 2016 face à l'Argentine.
En juillet 2016, il figure sur la Liste développement de 30 joueurs de moins de 23 ans à fort potentiel que les entraîneurs de l'équipe de France suivent pour la saison 2016-2017.
En juin 2017, il quitte le FC Grenoble, relégué en Pro D2, et signe un contrat de deux ans avec le Lyon olympique universitaire rugby. Son père rejoint également le club en tant que responsable de la filière « jeune élite ». Lors des matchs amicaux de préparation de saison, il subit la première grave blessure de sa carrière : il se fracture le péroné avec arrachement ligamentaire, et est donc absent au moins pour les quatre premiers mois de la saison.
Le 4 janvier 2025, il dispute son dernier match avec le LOU, avant de partir pour les Etats-Unis ou il rejoint le club de la Nouvelle-Orléans, le NOLA Gold. 

## Palmarès

### En club
- Championnat de France de Top 14 :
  - Demi-finaliste (2) : 2018 et 2019 avec le Lyon OU
- Challenge européen :
  - Vainqueur (1) : 2022 avec le Lyon OU
  - Demi-finaliste (1) : 2016 avec le FC Grenoble
- Championnat de France de Fédérale 1 :
  - Vice-champion (1) : 2013 avec le CS Bourgoin-Jallieu

### En équipe nationale
- Vainqueur du Tournoi des Six Nations des moins de 20 ans 2014 (Grand Chelem)

### Distinctions personnelles
- Meilleur marqueur d'essais de la Coupe d'Europe en 2021